# Neon (araña)
Neon es un género de araña de la familia Salticidae (arañas de salto). Sus 25 especies descritas se producen principalmente en Eurasia, con algunas especies que se encuentran en América del Norte y del Sur. La especie N. convolutus, también se encuentra en Argelia.

## Especies
- Neon acoreensis Wunderlich, 2008 – Azores
- Neon avalonus Gertsch & Ivie, 1955 – Estados Unidos
- Neon caboverdensis Schmidt & Krause, 1998 – Cabo Verde
- Neon convolutus Denis, 1937 – Francia, Azores, Argelia
- Neon ellamae Gertsch & Ivie, 1955 – Estados Unidos
- Neon kiyotoi Ikeda, 1995 – Japón
- Neon kovblyuki Logunov, 2004 – Ucrania
- Neon levis (Simon, 1871) – Paleártico
- Neon minutus Zabka, 1985 – Korea, Vietnam, Isla de Taiwán, Japón
- Neon muticus (Simon, 1871) – Córcega
- Neon nelli Peckham & Peckham, 1888 – Estados Unidos, Canadá
- Neon nigriceps Bryant, 1940 – Cuba
- Neon ningyo Ikeda, 1995 – China, Japón
- Neon nojimai Ikeda, 1995 – Japón
- Neon pictus Kulczynski, 1891 – Sudeste de Europa a Asia Central
- Neon pixii Gertsch & Ivie, 1955 – USA
- Neon plutonus Gertsch & Ivie, 1955 – USA
- Neon punctulatus Karsch, 1880 – Bolivia
- Neon rayi (Simon, 1875) – Sur y Centro de Europa a Kazajistán
- Neon reticulatus (Blackwall, 1853) – Holártico
- Neon robustus Lohmander, 1945 – Irlanda, Gran Bretaña, Suecia, Finlandia, Alemania, España
- Neon sumatranus Logunov, 1998 – Malasia, Indonesia, Nueva Guinea
- Neon valentulus Falconer, 1912 – Europa a Asia Central
- Neon wangi Peng & Li, 2006 – China
- Neon zonatus Bao & Peng, 2002 – Isla de Taiwán